# تايكي (كوكب مفترض)

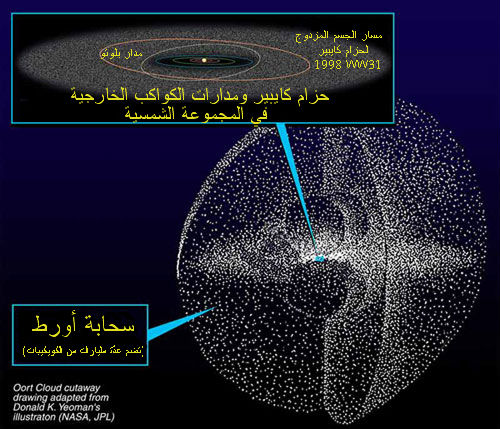
رسم توضيحي لسحابة أورط ، وسحابة هيل وحزام كويبر

تايكي (باللاتينية: Tyche) هو لقب أعطي لكوكب غازي عملاق افتراضي يقع في سحابة أورط عند حافة للنظام الشمسي. اقترح وجوده عام 1999 بواسطة عالم الفيزياء الفلكية جون ماتيزي و باتريك ويتمان ودانيال وايتمير من جامعة لويزيانا بأمريكا. وقد قدموا أدلة على وجود لمثل هذا الكوكب اعتماداً على ملاحظة مدارات المذبات,،ولكن معظم المجمتع الفلكي يبدي تشككه من وجوده.

## المدار
كما افترض ماتيرزي وباتريك، مدار الكوكب سيكون على بعد 500 مرة من بعد كوكب نبتون, أي مايعادل 12^10*2.2 كيلومتر من الشمس,
ذلك يقارب ربع سنة ضوئية. ولكن هذا يبقى من ضمن حدود سحابة أورط . أي أن له فترة مدارية تساوي تقريباً 1.8 ميلون سنة .

## الكتلة

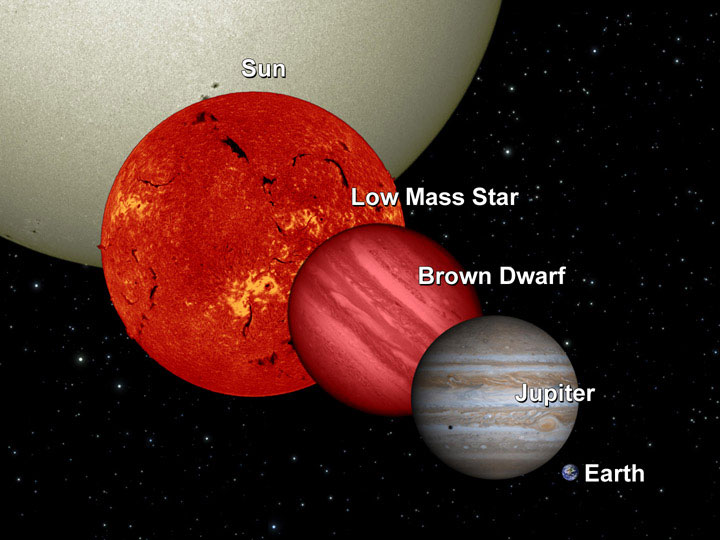
مقارنة بين حجم كل من الشمس وقزم أحمر وكوكب المشتري والارض.

في عام 2011, افترض ماتيرزي وباتريك ان للكوكب المنشود كتلة تعادل أربع أضعاف كتلة المشتري ودرجة حرارة تعادل 200 كلفن (−73 °C), بفضل الحرارة المتبقية من عملية تكوينة وآلية كلفن هلمهولتز. وسيكون ضخم بالقدر الكافي لخضوعة لتفاعلات اندماج نووي بداخله، وهي عملية تحدث للأجسام التي تفوق كتلة المشتري ب13 مرة. على الرغم من أن تايكي أضخم من المشتري، إلا أن حجمه يقارب حجم المشتري لان المادة المتحللة بالكواكب الغازية العملاقة تؤدي إلا زيادة بالكتلة وليس الحجم.

## أصل التسمية
Tyche أو تايكي بالعربية (وتعني "fortune" بالإغريقية أي الثروة) هي إلهة الثروة والرخاء عند الإغريق.